# Le Jasmin d'argent
 (mars 2023).
Le Jasmin d'argent est une société littéraire créée en 1920 par Jacques Amblard (1884-1954), avocat au barreau d’Agen. Ce dernier avait la volonté de découvrir de jeunes talents et de leur ouvrir les portes du monde littéraire.
En 1920, le premier concours, dont le sujet est laissé au choix des candidats s’adressait : « à tous les poètes français ou patois habitant ou originaires des départements du Lot et Garonne, du Lot, du Gers, des Landes, de la Gironde, de la Dordogne et du Tarn et Garonne. » (Journal Lacroix, 1920)

## Présidents
Cinq présidents se sont succédé :
- Jacques Amblard, fondateur du Jasmin d’argent, en fut le président de 1920 à 1954 ;
- Jacques Raphaël-Leygues, président de 1955 à 1966 ;
- Jacques Bordeneuve, président de 1967 à 1982 ;
- Jacques Augarde, président de 1983 à 2006 ;
- Guy Delbès, président de 2007 à 2019.

Depuis 2020, les Jeux Floraux de l'Agenais sont présidés par Caroline Calippe Lebaille.

## Statistiques
En octobre 2020, le jury, composé de quatre  personnes, a eu à choisir parmi 94 poèmes de langue française et 86 poèmes en langue occitane, soit 180 poèmes. En 2021, 135 poèmes adultes, soixante-dix-sept pour les Jeunes, neuf pour le prix junior et huit pour le petit Jasmin.
En 2022, quatre cent textes ont été reçus.

## Le fondateur et les présidents de jury
L'association est créée par Jacques Amblard, avocat à la Cour d'Agen. La présidence de la section française est attribuée à Marcel Prévost, académicien, et celle de la section occitane à Fernand de Lacaze. À la mort de ce dernier en 1924, lui succède Joseph de Pesquidoux.

## Historique
Marcel Prévost, résidant à proximité d'Agen, à Vianne, a placé chaque séance du Jasmin sous la haute présidence d'une personnalité littéraire tels Anna de Noailles, Joseph Bédier, Eugène Brieux, Georges Lecomte, Maurice Donnay, Pierre Benoit, Pierre de Nolhac, Roland Dorgelès, Georges Goyau, Louis Barthou, André Maurois ou Francis de Croisset
Les poésies étaient lues par des jeunes filles du Conservatoire de Paris. Plusieurs sont devenues célèbres par la suite. On peut citer Marie Bell, Madeleine Renaud, Lise Delamare, Jeanne Sully, Germaine Laugier ou Tania Fédor.
Les poésies gasconnes étaient lues par Juliette Dissel, actrice, mèstre d’òbra du Felibrige, membre de l’Escòla Occitana, fondatrice du théâtre d’Oc,.
Le Jasmin d'Argent au XXIème siècle 
Pour le Gala de Remise des Prix 2020-2021, l'invitée était Aurélia Lassaque, poète occitane. En 2022, Murièle Modely native de l'Ile de la Réunion honorait le Gala de sa présence.

## Découverte de jeunes talents
En 1924, la jeune Sabine Sicaud est primée. Elle a écrit Poèmes d'enfant préfacé par Anna de Noailles en 1926.